# Edificio Libertador

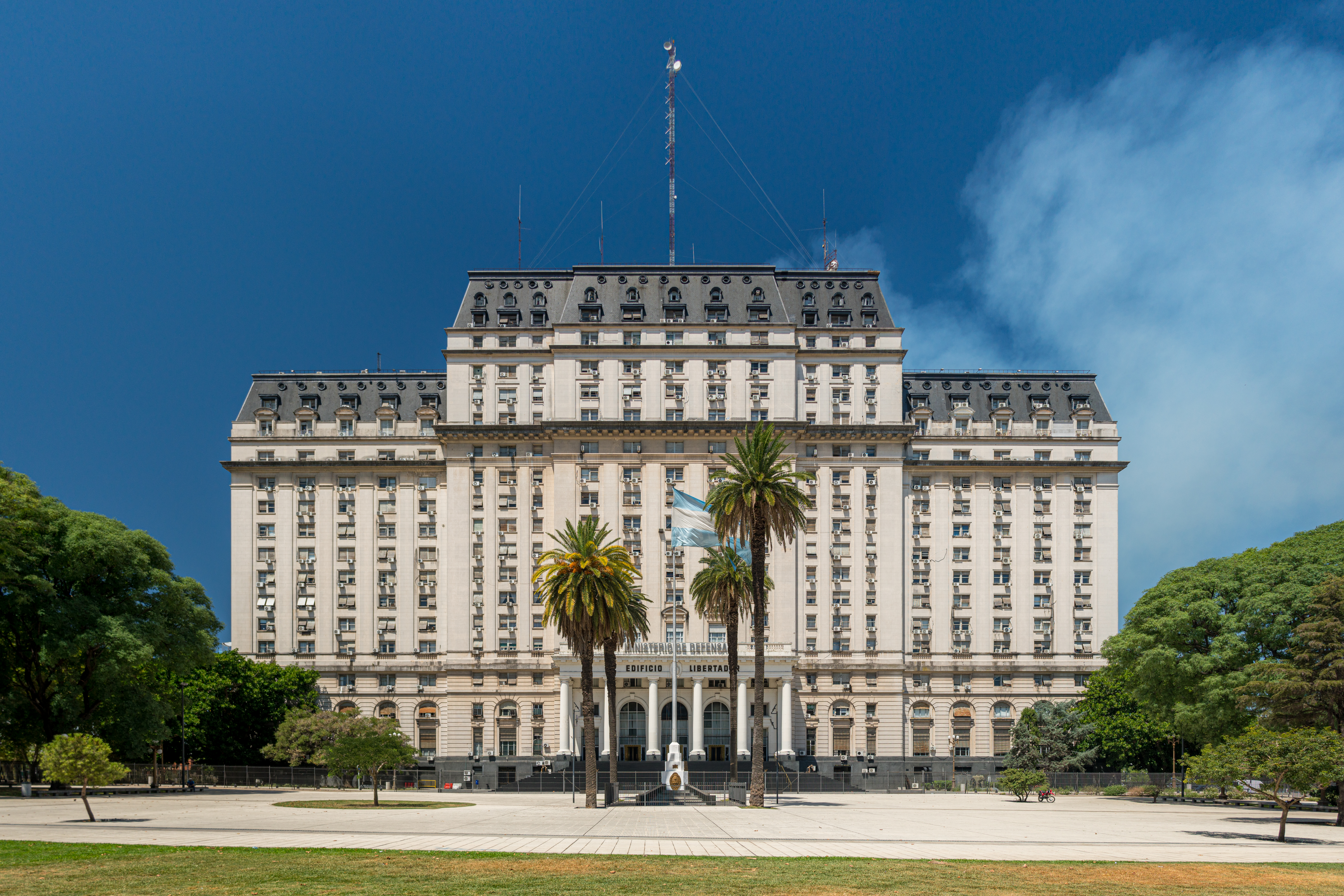
Das Edificio Libertador

Das Edificio Libertador ist ein Regierungsgebäude in der argentinischen Hauptstadt Buenos Aires. Es ist Sitz des argentinischen Verteidigungsministeriums.

## Überblick
Der Ausbau und die Modernisierung des argentinischen Militärs in den 1920ern, dessen Etat sich in der Dekade verdreifacht hat, machte ein adäquates Hauptquartier notwendig. Seit dem 19. Jahrhundert war der Verteidigungsminister in der ehemaligen Münzpräge im Stadtteil Montserrat untergebracht. Präsident Agustín Pedro Justo, ein ehemaliger General und früherer Kriegsminister, ordnete daher den Bau eines neuen Ministeriums an und beauftragte Carlos Pibernat, den Chef-Architekten des Hochbauamtes, mit einem Entwurf.
Pibernats Pläne von 1935 sahen ein imposantes Bürogebäude vor, für das drei Hektar Land östlich der Casa Rosada bereitgestellt wurden. Das 20-stöckige Gebäude war zum Zeitpunkt der Errichtung das höchste in Argentinien und war unterteilt in drei Gebäudeflügel: zwei Seitenflügeln, die einen zentralen Bau mit 230 Metern Breite, einem Portikus und vier zusätzlichen Etagen flankieren. Der 1938 fertiggestellte Bau wurde mit Aufzügen und Kommunikations-Netzwerken von Siemens ausgestattet, deren Einbau von deutschen Ingenieuren beaufsichtigt wurde. Außerdem wurden ein Sicherheitssystem, Bibliotheken, Archive und ein Tunnel zur Casa Rosada gebaut. Auch weil die Verteilung der Büros ein langwieriger und politisch sensibler Prozess war, konnte das neue Ministerium erst im April 1943 eingeweiht werden.
1950 benannte Präsident Juan Perón das Gebäude in Edificio Libertador um. Anlass war der hundertste Todestag von General José de San Martín, allgemein bekannt als Der Befreier (span.: Libertador). Der Tunnel zur Casa Rosada rettete ihm während des Coups von 1955 das Leben. Am 15. März 1976 verübten Montoneros einen Anschlag vor dem Edificio Libertador, bei dem ein Zivilist getötet und 29 Offiziere verwundet wurden.
Während der Militärdiktatur spielte das Gebäude als Sitz des Verteidigungsministeriums eine große Rolle. Der Regisseur Pino Solanas lässt in dem Film Süden – Sur (1988) eine Szene in dem Gebäude spielen, um darauf hinzuweisen. Am 3. Dezember 1990 war das Edificio Libertador wieder in den Schlagzeilen, als während des Besuches von US-Präsident George H. W. Bush sogenannte Carapintadas (deutsch: „bemalte Gesichter“) das Gebäude stürmen und Präsident Carlos Menem stürzen wollten. Die Revolte wurde aber innerhalb weniger Stunden niedergeschlagen.